# راشفورد (مینه‌سوتا)
راشفورد، مینه‌سوتا (به انگلیسی: Rushford, Minnesota) یک شهر در ایالات متحده آمریکا است که در شهرستان فیلمور واقع شده‌است.

## خصوصیات
راشفورد ۴٫۴۸ کیلومترمربع مساحت و ۱٬۷۳۱ نفر جمعیت دارد و ۲۲۲ متر بالاتر از سطح دریا واقع شده‌است.